# Юрковецька сільська рада (Могилів-Подільський район)
| Юрковецька сільська рада — колишній орган місцевого самоврядування у Могилів-Подільському районі Вінницької області з адміністративним центром у с. Юрківці. Сільській раді підпорядковані населені пункти: - с. Юрківці |

## Склад ради
Рада складається з 16 депутатів та голови.

## Керівний склад сільської ради
| ПІБ                         | Основні відомості                                                                                  | Дата обрання | Дата звільнення |
| --------------------------- | -------------------------------------------------------------------------------------------------- | ------------ | --------------- |
| Апостол Олександр Борисович | Сільський голова, 1962 року народження, освіта, член Комуністичної партії України                  | 26.03.2006   | 31.10.2010      |
| Апостол Олександр Борисович | Сільський голова, 1962 року народження, освіта середня загальна, член Комуністичної партії України | 31.10.2010   |                 |

Примітка: таблиця складена за даними джерела